# J̣̌
Cette page contient des caractères spéciaux ou non latins. S’ils s’affichent mal (▯, ?, etc.), consultez la page d’aide Unicode.
J̣̌, ǰ̣ en minuscule, appelé J caron point souscrit, est une lettre latine additionnelle, composée d’un J diacritée d'un caron et d’un point souscrit, et est utilisée dans l’écriture du wakhi.

## Représentations informatiques
Le J caron point souscrit peut être représenté avec les caractères Unicode suivants :
- décomposé (latin de base, diacritiques)[1],[2] :

| formes    | représentations | chaînes de caractères | points de code       | descriptions                                                           |
| --------- | --------------- | --------------------- | -------------------- | ---------------------------------------------------------------------- |
| capitale  | J̣̌               | J◌̣◌̌                   | U+004A U+0323 U+030C | lettre majuscule latine j diacritique point souscrit diacritique caron |
| minuscule | ǰ̣               | j◌̣◌̌                   | U+006A U+0323 U+030C | lettre minuscule latine j diacritique point souscrit diacritique caron |